# Cornelius van Bynkershoek
Cornelis van Bijnkershoek, também referido como Cornelius van Bynkershoek (Midelburgo, 29 de maio de 1673 – Haya, 16 de abril de 1743) foi um jurista e teórico político neerlandês que contribuiu para o desenvolvimento do Direito internacional em obras como "De Dominio Maris Dissertatio" (1702), "Observationes Juris Romani" (1710), às quais se seguiu uma edição em quatro volumes que veio a público em 1733, o tratado "De legatorum foro" (1721), e a "Juris Publici Quaestiones" (1737). Após o seu falecimento publicaram-se duas edições completas das suas obras: uma "in-folio" em Genebra em 1761, e outra, em dois tomos "in-folio", em Leida em 1766. 
Van Bynkershoek foi especialmente importante no desenvolvimento do Direito marítimo. Em particular, sustentou que os Estados ribeirinhos tinham direito às águas adjacentes. A extensão do mar territorial, que poderia ser reclamado por um Estado ribeirinho era de cerca de três milhas náuticas, ou a distância que um tiro de canhão pudesse alcançar a partir da margem. Esta ideia converteu-se em prática comum e era conhecida como a "regra do canhonaço".